# Peltacanthina carnosa
Peltacanthina carnosa är en tvåvingeart som beskrevs av Frey 1932. Peltacanthina carnosa ingår i släktet Peltacanthina och familjen bredmunsflugor.
Artens utbredningsområde är Malawi. Inga underarter finns listade i Catalogue of Life.